# Artur Kraus

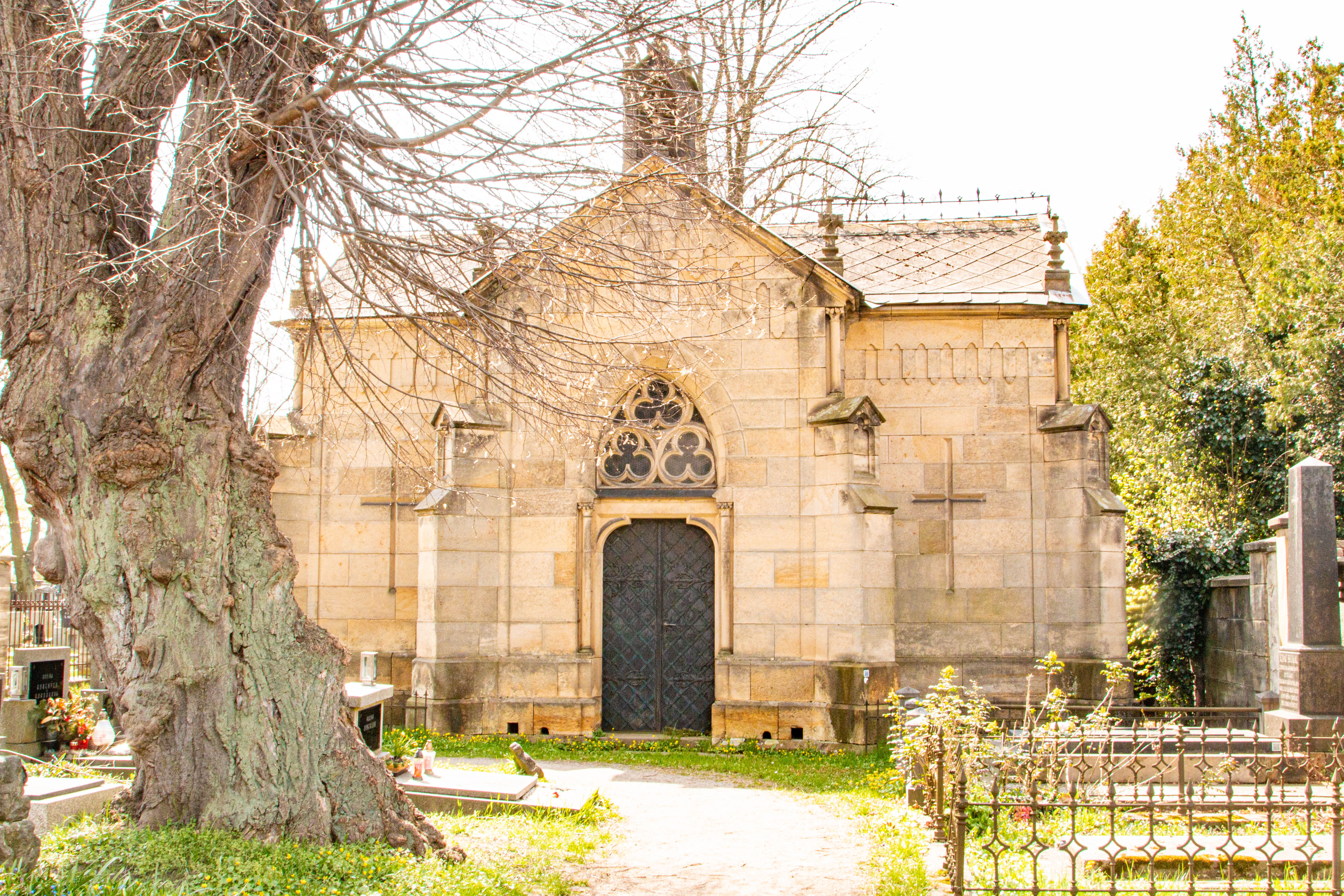
Hrobová kaple rodiny Krausových na hřbitově v Pardubicích

Artur Kraus (též Arthur nebo Artuš, 2. srpna 1854 Pardubice – 21. března 1930 Pardubice) byl český podnikatel, popularizátor astronomie, průkopník sportu a technických novinek. V Pardubicích založil první českou, veřejnosti přístupnou Lidovou hvězdárnu, která fungovala v letech 1912–1931.

## Život

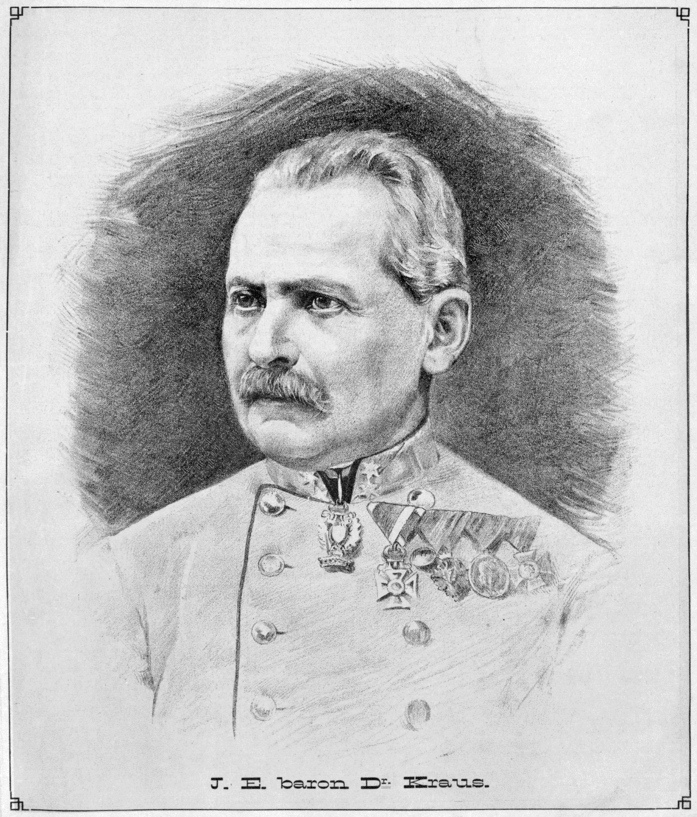
Baron JUDr. Alfred Kraus (1824–1909), místodržitel Království českého, bratr Arturova otce, po kterém Artur Kraus zdědil baronský titul.

Narodil se v rodině podnikatele a prvního pardubického poštmistra Josefa Krause (1810–1892). Ten později podnikal v cukrovarnictví a v roce 1867 byl krátce starostou města Pardubic. Roku 1875 mu byl udělen čestný titul šlechtic (Edler von). Po smrti bratra Josefa Krause, Alfreda Krause (1824–1909), místodržitele Království Českého, přešel baronský titul na Artura Krause.
Artur Kraus začal studovat na pardubické vyšší reálné škole, ale studium po dvou letech přerušil. Odjel studovat do Francie, kde se stal žákem Camille Flammariona, astronoma a popularizátora vědy. Po návratu žil v Pardubicích, kde se stal veřejně známým svými aktivitami (viz níže).
Byl na svůj šlechtický titul velmi hrdý a těžce nesl, když po vzniku Československa bylo užívání těchto titulů zrušeno.
Zemřel svobodný a jeho rod tím vymřel. Pohřben je v rodinné novogotické kaplové hrobce na Centrálním hřbitově v Pardubicích.

## Astronomie
Studium u Camille Flammariona jej ovlivnilo na celý život. Astronomie byla jeho hlavní zálibou. V roce 1895 si pronajal horní patro věže pardubického zámku, kde si zřídil observatoř.
V roce 1912 otevřel ve svém domě čp. 62 "Na Staré poště" Lidovou hvězdárnu, což byla první lidová hvězdárna v Čechách. Hvězdárna byla vybavena refraktorem Merz 160/1790, který byl vyroben firmou G. & S. Merz v Mnichově. Dalekohled byl umístěn na paralaktické montáži na terase domu. K dalšímu vybavení hvězdárny patřil Zeissův protuberanční spektroskop, hranolový průchodový stroj (pasážník), astronomické hodiny s kompenzovaným vteřinovým kyvadlem. Asistentkou hvězdárny byla slečna Gabrielová.
Hvězdárna měla několikerý účel:
- Prvním účelem byla popularizace astronomie. Vstup do hvězdárny byl zdarma a baron Kraus ochotně podával výklad každému, kdo projevil zájem. Vydal popularizační brožurky, které rozdával rovněž zdarma. Dále nakupoval knihy o astronomii, nechával je vázat a ty rozdával vážnějším zájemcům.
- Od roku 1913 se věnoval systematicky pozorováním Slunce (statistika slunečních skvrn a protuberancí).[p 1]
- Hvězdárna plnila díky vlastnímu pasážníku časovou službu před nástupem radiového časového signálu.
- Byly zde zaznamenávány nejrůznější astronomické jevy (průlety meteorů, zatmění Slunce), meteorologické a atmosférické jevy (polární záře,[7] měsíční duha) a jiné jevy (zemětřesení 8. října 1927[8]). Hvězdárna měla až 1 400 dopisovatelů a v případě mimořádných jevů uveřejňovala inzeráty v Národní politice, kde žádala svědky těchto jevů o zprávy a informace. například ve své zprávě ze dne 29. prosince 1922 o velkých slunečních skvrnách žádá hvězdárna o sdělení, zda došlo k poruchám telegrafu nebo telefonu a lékaře žádá o svědectví, zda nedošlo ke zhoršení stavu jejich pacientů s nemocemi nervovými, srdečními či ledvinovými.[9]

Přibližně v letech 1914–1915 si baron Kraus začal dopisovat s pražskými kolegy, kteří usilovali o založení České astronomické společnosti. V době války ale členové pražského Astronomického kroužku spolupracovali s Maffií a jejich spolková činnost byla policií bedlivě sledována. Stanovy společnosti však byly schváleny výnosem C. a k. místodržitelství ze dne 21. září 1917. O úspěšný průběh tohoto schválení se zasloužil právě baron Kraus.
Po Krausově smrti nabídla rodina lidovou hvězdárnu městu Pardubice. To ale nabídku odmítlo. Většinu vybavení hvězdárny pak v roce 1931 získala Česká astronomická společnost. Zbývající část darovala slečna Anna Gabrielová v roce 1939 pardubickému reálnému gymnáziu.
Dalekohled Merz byl umístěn v západní kopuli Štefánikovy lidové hvězdárny v Praze na Petříně. Na jaře 1960 byl dalekohled zapůjčen do hvězdárny v Úpici, později byl převeden do majetku této hvězdárny.

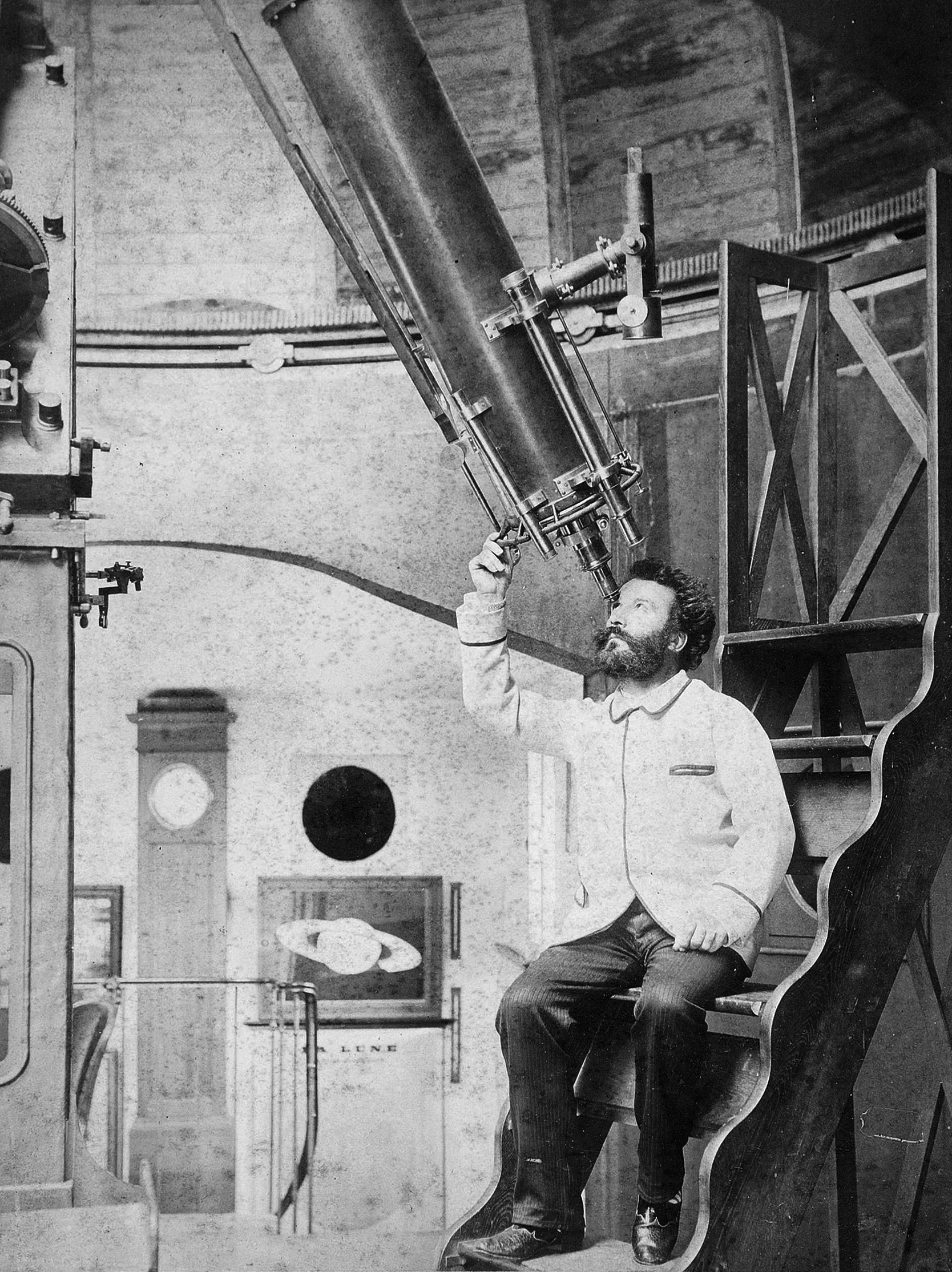
Camille Flammarion u svého 9½-palcového refraktoru na hvězdárně v Juvisy
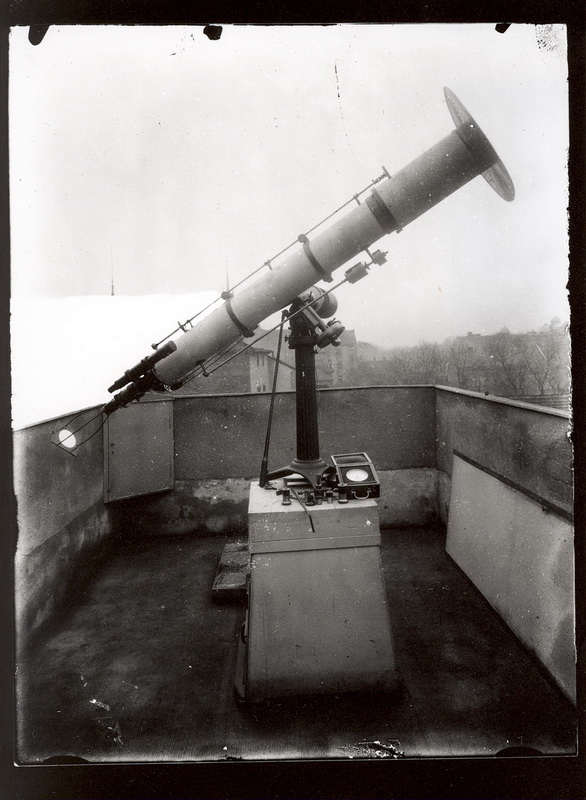
Refraktor Merz 160/1790, výroba G. & S. Merz, Mnichov. Lidová hvězdárna barona Krause v Pardubicích, mezi lety 1912–1930. V současné době se dalekohled nachází na hvězdárně v Úpici.
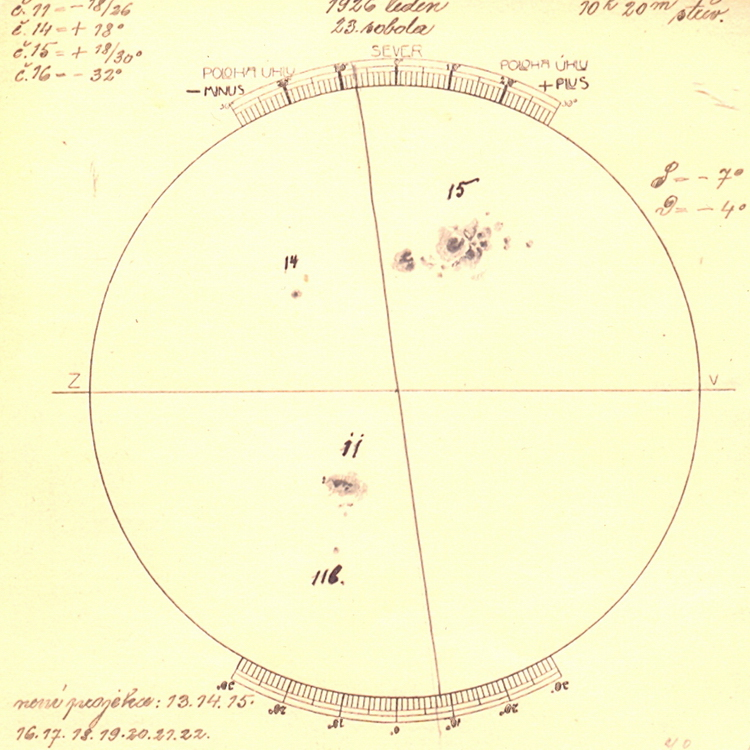
Záznam slunečních skvrn ze dne 23. ledna 1923
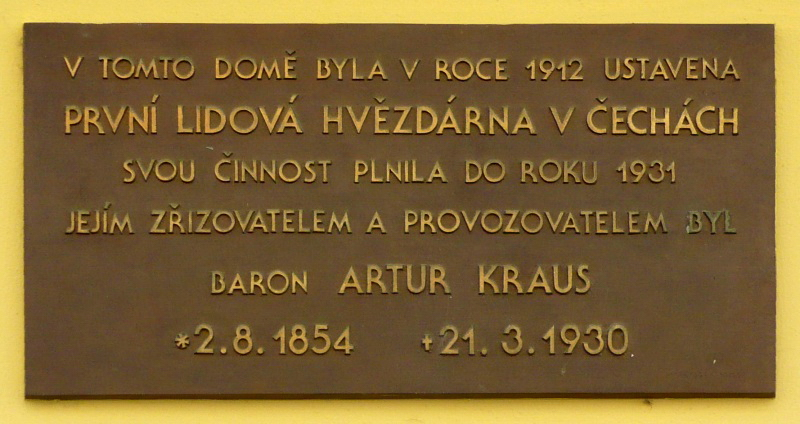
Pamětní deska na domě čp. 62 v Pardubicích.

## Letectví

### Ornitoptéra

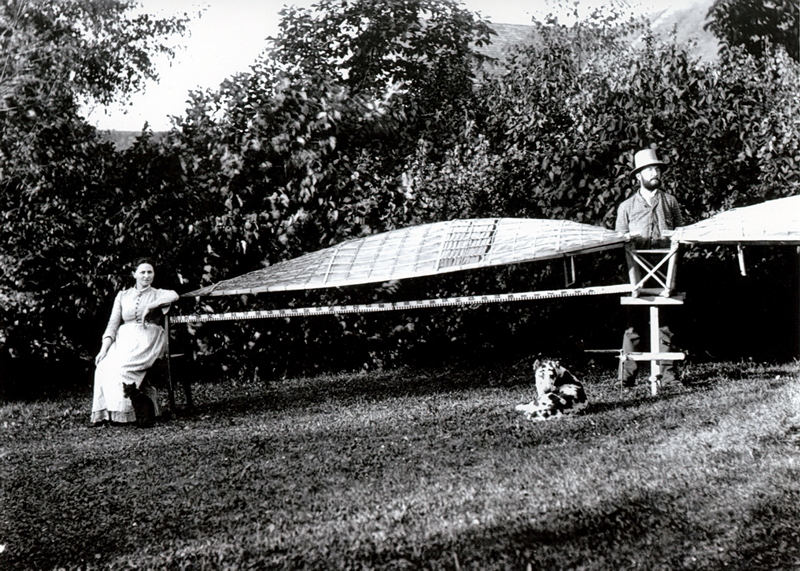
Ornitoptéra barona Artura Krause. Vlevo je Krausova asistentka, slečna Anna Gabrielová, vpravo Krausův majordomus.

Mimo astronomii bylo jeho zálibou letectví. Zabýval se pokusy s letadlem s mávavými křídly, poháněným lidskou silou. Pozoroval ptáky, prováděl výpočty, dopisoval si údajně i s Otto Lilienthalem. První model své Ornitoptéry postavil na pardubickém zámku. Protože letadlo neprošlo dveřmi, bylo nutno probourat zeď. Následně Kraus vyskočil otvorem do zámeckého příkopu. Tento první let skončil pádem a zničením letounu. Pilot vyvázl bez zranění, protože křídla fungovala jako padák. Se druhým modelem letounu pak experimentoval v okolí zámku a na svazích Kunětické hory. Létat se mu ale nepodařilo, pouze provedl několik dlouhých "skoků". Poté dalších pokusů zanechal.

### Ředitel letů
Byl přítelem průkopníka letectví Jana Kašpara a spolupracoval při prvních leteckých pokusech v Pardubicích. Přestože upřednostňoval bezmotorové létání – údajně prohlásil: Není umění dát se tahat motorem – aktivně se účastnil leteckých pokusů Jana Kašpara a Evžena Čiháka. Podle platných rakouských zákonů musel mít každý pilot svého "ředitele letů". Tuto funkci právě Kraus pro oba letce bez nároku na honorář vykonával.

## Sport a ostatní záliby

### Tenis
Na zahradě svého domu zřídil v roce 1892 tenisový kurt. V roce 1896 přeložil z angličtiny a vydal tiskem pravidla tenisu. Ve dnech 30. a 31. července 1896 uspořádal na svém dvorci turnaj O mistrovství města Pardubic v Lawn-Tennisu. Turnaje se zúčastnilo devět hráčů: poručík Hora, poručík baron de Lago, nadporučík hrabě Mensdorf, nadporučík hrabě Puthon, princ Hohenlohe a pánové Hoblík, Mühlberger, Kolář a Kraus. Vítězem se stal poručík baron de Lago. Obdržel hvězdu s nápisem Mistr Lawn-Tennisu král. kom. města Pardubic 1896, která byla ozdobena českými granáty.

### Cyklistika
Jako příznivec cyklistiky byl čestným ředitelem cyklistického závodu na trati Pardubice-Chrudim-Heřmanův Městec-Pardubice dne 10. srpna 1913.

### Lyžování
V roce 1895 si nechal poslat z Norska pár lyží. Trénoval pak běh na lyžích v okolí pardubického zámku a později v okolí Kunětické hory.

### Technika
Artur Kraus byl nadšencem pro vše nové. Byl majitelem prvního motocyklu v Čechách. Stroj značky Hildebrand & Wolfmüller zakoupil v roce 1895. Dnes je tento motocykl vystaven v expozici motocyklů v Národním technickém muzeu v Praze.
Vlastnil první psací stroj v Pardubicích.
Byl jedním z prvních fotografických amatérů v Pardubicích.
Byl členem sboru dobrovolných hasičů, k jehož zakladatelům patřil Arturův otec Josef.

## Spisy
- Pravidla hry Lawn – Tennis (dle pravidel angl. Lawn-Tennis Association upravil Art. Bar. Kraus), Pardubice : J. M. Polák, 1896

pod pseudonymem Carchesius:
- Létavice a povětroně, Pardubice, 1918
- Hvězdářem snadno a rychle : Návod k pěstování hvězdářství pro začátečníky, Pardubice : Lidová hvězdárna, 1918 (3. vydání 1920)
- Pozorování Slunce, Pardubice, 1919

## Ocenění díla
- Po Arturu Krausovi je pojmenována Hvězdárna barona Artura Krause v Pardubicích, založená v roce 1992.
- Krausovo jméno nese planetka 7171 Arthurkraus (1988 AT1), kterou objevil Antonín Mrkos na hvězdárně Kleť dne 13. ledna 1988.[20]
- Rok 2014 byl jako rok stošedesátého výročí narození v Pardubicích vyhlášen za Rok barona Artura Krause. Po celé léto probíhaly akce k připomenutí jeho života a díla a k popularizaci astronomie.[21]